# Vẹt mắt xanh
Vẹt mắt xanh hay còn gọi là vẹt Úc mắt xanh (Danh pháp khoa học: Cacatua ophthalmica) còn được biết đến với tên tiếng Anh là Blue-eyed cockatoo là một loài chim trong họ Họ Vẹt mào (Cacatuidae) có nguồn gốc ở bờ biển phía đông của Papua New Guinea, Bắc Úc và đảo New Ireland Đây là một loài vẹt được ưa chuộng để nuôi làm vẹt kiểng.

## Đặc điểm
Chúng thuộc nhóm vẹt có mào. Vẹt mắt xanh chiều dài cơ thể 44-50cm, trọng lượng 500-570g. Toàn thân phủ lông màu trắng, mắt được bao quanh bởi lớp da mắt màu xanh, mỏ có màu xám đen, màu mắt nâu sẫm là trống, màu nâu đỏ là mái. Mào trên đỉnh có 3-6 chiếc lông màu vàng sẽ dựng lên khi bị kích thích. Dưới cánh và đuôi lông màu vàng.
Chúng chủ yếu được tìm thấy trong rừng ở độ cao 1000 mét trong khu vực có vĩ độ thấp. Thường sống một mình hoặc theo cặp, đôi khi cũng tập hợp một nhóm nhỏ từ 10-20 cá thể,trong môi trường tự nhiên chúng rất ồn ào và rất dễ dàng nhận thấy. Chúng là loài vẹt thân thiện nhất, dễ thuần hóa, chúng là những loài chim rất ồn ào, mỏ mạnh mẽ lực cắn rất mạnh, tuổi thọ nuôi nhốt trung bình là 40 năm, nhưng khi sống trong tự nhiên tuổi thọ của chúng có thể lên đến 50-60 năm.

## Tập tính
Thức ăn chủ yếu của vẹt mắt xanh là các loại hạt, quả, trái cây tươi và ăn côn trùng và ấu trùng của chúng, nước sạch nên việc nuôi không tốn kém. Ngoài ra, chế độ chăm sóc phải hết cẩn thận như điều chỉnh đủ nhiệt lượng, cho ăn hạt kê vàng, kê trắng, lúa, ngô non. Bản chất loài vẹt này rất thông minh và quấn người, người nuôi phải huấn luyện cho chúng bay trong một phạm vi nhất định, biết nói, hát theo tiếng người và nhảy theo điệu nhạc.
Loài vẹt Châu Úc mắt xanh có số lượng tự nhiên và nuôi trên thế giới rất hiếm, đặc biệt ở Việt Nam. Mùa sinh sản của chúng khoảng tháng 5 đến tháng 10, loài vẹt này mỗi lần chỉ đẻ 1 đến 2 trứng, tỷ lệ nở rất thấp. Vẹt sinh trưởng chậm, chừng 8-9 tháng mới có thể sống độc lập bố mẹ. Mùa sinh sản từ tháng năm đến tháng mười. Mỗi tổ sinh 1-2 trứng, trống và mái thay phiên nhau ấp, thời gian ấp 28 ngày, con non sống độc lập sau 8-9 tháng tuổi.

## Nuôi vẹt

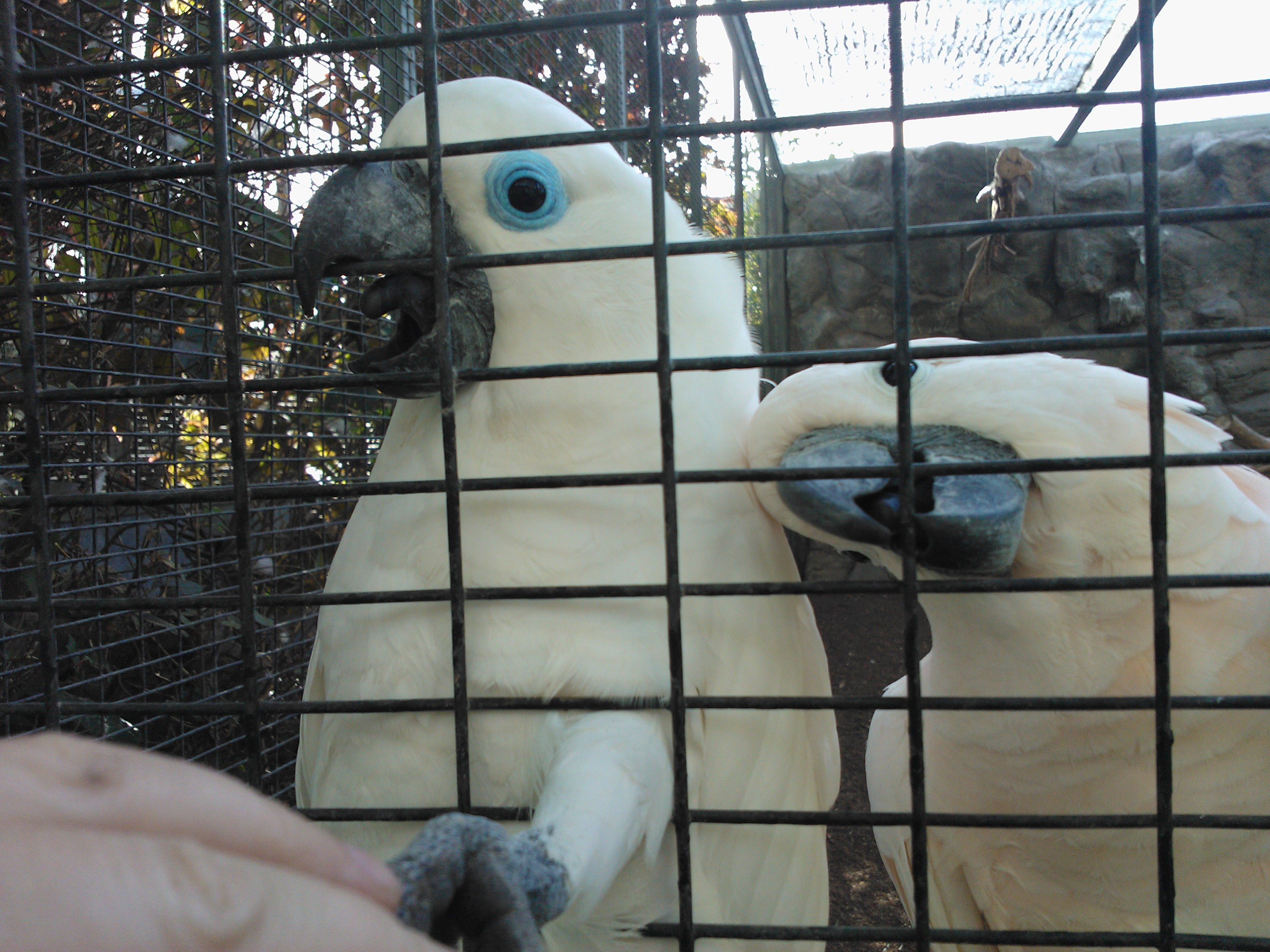
Nuôi vẹt

Vẹt Châu Úc mắt xanh là loài chim khá quý hiếm, đặc biệt là ở Việt Nam, những con vẹt đẹp, thông minh, được đào tạo bài bản cũng có giá trị. Với kỹ thuật hiện tại ở Việt Nam để ấp nở thành công loại vẹt này là rất khó nhưng bằng phương pháp ấp trứng bằng máy và tỷ lệ thành công cao. Ngoài kỹ thuật ấp trứng bằng máy, người nuôi phải thường xuyên theo dõi từ lúc con non mới nở cho đến khi trưởng thành. Việt Nam không phải là môi trường tự nhiên của loài vẹt này nhưng chúng có thể dễ dàng thích nghi với môi trường mới khi còn nhỏ.